# Marc Ribot
Ne doit pas être confondu avec Marc Ribaud ou Marc Riboud.
Marc Ribot, né le 21 mai 1954 , à Newark dans le New Jersey (États-Unis) d'une mère architecte et d'un père médecin, est un guitariste et compositeur américain qui vit et travaille essentiellement à New York.

## Biographie
Marc Ribot a étudié la guitare classique auprès du musicien haïtien Frantz Casseus. Il est accompagné de différentes formations : Shrek, Rootless Cosmopolitans, Los Cubanos Postizos, Spiritual Unity ou Ceramic Dog et joue dans les groupes Bar Kokhba et Electric Masada de John Zorn. En 2008, Anaïs Prosaïc lui a consacré le documentaire Marc Ribot : La Corde Perdue. Extrêmement éclectique, il a collaboré avec Norah Jones, McCoy Tyner, ou encore accompagne Tom Waits depuis Rain Dogs sur nombre de ses albums et tournées. Marc Ribot a également travaillé avec de nombreux musiciens : The Jazz Passengers, Vinicio Capossela, Elvis Costello, John Zorn, Mike Patton, Marianne Faithfull, Alain Bashung, Gavin Friday, Caetano Veloso, Anthony Coleman, Jim Thirlwell ou encore Tricky, Cassandra Wilson, Medeski Martin and Wood, Madeleine Peyroux, 17 Hippies, Naïf, Anarchist Republic of Bzzz, Maria Răducanu, Diana Krall pour l'album Glad rag doll, entre autres. Il participe également à la création de musique pour des spectacles de danse contemporaine notamment avec le chorégraphe flamand Wim Vandekeybus. Lors du festival de Jazz in Marciac 2010, il a accompagné John Zorn et son dernier groupe, The Dreamers.

## Discographie
- Rain Dogs (1985) - Tom Waits
- The Lounge Lizards Big Heart live in Tokyo (1986)
- Franck Wild Years (1987) - Tom Waits
- Broken Night Red Light (1987 - The Jazz Passengers)
- Deranged and Decomposed (1988 - The Jazz Passengers)
- Each Man Kills the Thing He Loves (1989) - Gavin Friday
- Rootless Cosmopolitans (1990)
- Requiem for What's His Name (1992)
- Marc Ribot Plays Solo Guitar Works of Frantz Casseus (1993)
- Shrek (1994)
- The Book of Heads (John Zorn) (1995)
- Don't Blame Me (1995)
- Shoe String Symphonettes (1997)
- Los Cubanos Postizos (The Prosthetic Cubans) (1998)
- Yo! I Killed Your God (1999)
- Muy Divertido! (2000)
- Saints (2001)
- Mumu (2001)
- Scelsi Morning (2003)
- Soundtracks Vol 2 (2003)
- Spiritual Unity (2005)
- Les Infiltrés (2006), musique d'Howard Shore pour le film homonyme
- Welcome to the Voice (2007)
- Asmodeus (2007, Tzadik)
- The Dreamers (John Zorn) (2008)
- Exercices in Futility (Solo instrumental) (2008)
- O'o (John Zorn) (2009)
- Party Intellectuals (avec Ceramic Dog) (2009)
- Silent Movies (Solo instrumental) (2010)
- Your Turn (Ceramic Dog) (2013)
- Live at the Village Vanguard (2014), Henry Grimes et Chad Taylor
- The Young Philadelphians: Live in Tokyo (2015), avec The Young Philadelphians
- YRU Still Here? (avec Ceramic Dog) (2018)
- Songs of Resistance 1945-2018 (2018)
- What I Did On My Long Vacation (EP) (avec Ceramic Dog) (2020)
- Hope (avec Ceramic Dog) (2021)
- Connection (avec Ceramic Dog) (2023)
- Map Of A Blue City (New West Records) (2025)